# Pongae-6
El Pongae-6, también llamado KN-30, es un misil tierra-aire de dos etapas de Corea del Norte que se lanzó por primera vez el 30 de septiembre de 2021. Los medios anotaron que tenía algunas similitudes con el sistema ruso S-400 y que podría funcionar en un nivel parecido a ese sistema. El sistema se mostró por primera vez en el desfile del 75 aniversario del Partido del Trabajo de Corea, donde posiblemente se confundió con un sistema de misiles de crucero de largo alcance. Es probable que el nuevo sistema de armas suceda al Pongae-5, que tenía un diseño similar respecto a la serie S-300 de misiles antiaéreos, específicamente el S-300PMU1 o el PMU2.

## Diseño

### Historia
Antes del desarrollo del sistema Pongae-5, los sistemas de misiles antiaéreos de Corea del Norte eran principalmente modelos soviéticos como los S-75, S-125 y el S-200. Esas armas están anticuadas, aunque el S-200 todavía tiene sus méritos a causa de su largo alcance de 300 km. La aparición del Pongae-5 fue un desarrollo significativo, ya que introdujo un sistema más moderno, similar al S-300. Con el nuevo radar Flap Lid siendo introducido con él, la defensa aérea de Corea del Norte empezó a presentarse como una amenaza mucho más significante.
Aparentemente, el sistema Pongae-6 se mostró por primera vez el 3 de mayo de 2012 a Kim Jong-un cuando visitó el cuartel general de mando de la Fuerza Aérea y Antiaérea del Ejército Popular de Corea, aunque solo se hizo definitivo después de que se exhibiera el sistema en el 2020 75 aniversario del desfile del PTC . 

### Lanzador montador transportador
Al analizar el desfile, se notaron numerosas diferencias con el anterior sistema Pongae-5, como el bote más largo y la falta de ganchos para la grúa cargando en ellos, y había diferencias en el fondo del bote y una falta de cableado alrededor del botes. El lanzador de montaje del transportador también tiene una puerta en el lateral, que podría ser la entrada a una sala de mando. Esto tiene la implicación de que los misiles pueden controlarse desde el lanzador, en lugar de un vehículo de comando separado. Tal como se probó y exhibió, el sistema se basa en un TEL de dos ejes conectado como remolque a un camión de tres ejes. El camión tiene un gran parecido con el camión M1705, que tira el sistema THAAD.

### Misil
El misil de combustible sólido utilizado en el sistema es completamente diferente al sistema Pongae-5 anterior, ya que está equipado con un "motor de vuelo de doble impulso", donde el misil tiene dos etapas y quema las dos etapas secuencialmente. El diseño del misil parece ser algo similar al sistema S-125, ya que también es un misil de dos etapas. No obstante, la primera etapa, o impulsor, es más larga, y las superficies de control en ambas etapas son diferentes a las del S-125. Además su configuración es única, aunque, en general, podría estar basado en el diseño maduro. Sin embargo, el misil también tiene semejanzas con el David's Sling israelí, debido al diseño de dos etapas, mientras que es menos avanzado, ya que carece de sondas infrarrojas. En la exhibición "Autodefensa 2021", se exhibieron dos misiles, uno con una etapa de refuerzo / primera etapa más larga, identificada por la canalización de cable más larga posiblemente como una opción entre alcance. También permitió una mirada más cercana, donde parecía que en la segunda etapa hay dos juegos de aletas móviles junto con un juego de aletas fijas. También se mencionó que el misil tenía 'control de doble timón', aunque el significado de esto no está claro, aparte de que tiene un conjunto de superficies de control en ambas etapas.
Varias fuentes han comparado el misil como similar en capacidades al S-400 o al THAAD, y fuentes de Corea del Sur especularon que el misil podría haberse basado en misiles S-400 de ingeniería inversa o de otra manera con tecnología contrabandeada de Rusia o China, aunque también es posible que los diseños de los sistemas S-400 vendidos a otros países hayan sido estudiados por equipos de investigación de Corea del Norte.  El desarrollo del misil puede obstaculizar los esfuerzos de Corea del Sur para obstaculizar la capacidad de misiles nucleares y estratégicos si estalla la guerra, y podría "sacudir el equilibrio de seguridad entre las dos Coreas". Según los funcionarios de defensa de Corea del Sur, si bien la defensa contra misiles estratégicos de Corea del Norte ha mejorado rápidamente mediante el desarrollo de modelos con similitudes respecto a los sistemas rusos y chinos, es probable que aún no puedan derrotar un ataque de Corea del Sur y Estados Unidos.

### Radar
Un radar, que parecía similar al que participó en el disparo de prueba del Pongae-5, también se vio en el fondo del disparo de prueba el 30 de septiembre de 2021. El radar parece estar equipado con un radar más grande detrás de la cabina del camión y uno más pequeño en la parte superior de la cabina, aunque no se sabe si el más pequeño tiene la capacidad de girar. Se informa que el Pongae-6 tiene un rango de detección de 600 kilómetros

## Historial operativo
Ha habido una prueba conocida hasta ahora:
| Intentar | Fecha                    | Ubicación   | Anuncio previo al lanzamiento/detección | Salir | Notas adicionales |
| -------- | ------------------------ | ----------- | --------------------------------------- | ----- | --- |
| 1        | 30 de septiembre de 2021 | Desconocido | Ninguno                                 | Éxito | Al igual que con el lanzamiento anterior de misiles de crucero el 13 y 14 de septiembre, el lanzamiento no se detectó en absoluto y, en cambio, la noticia de este lanzamiento fue de KCNA. Pak Jong-chon supervisó la prueba y Kim Jong-un no asistió. |